# Typhlogammaridae
Typhlogammaridae é uma família de anfípodes pertencentes à ordem Amphipoda.
Géneros:
- Accubogammarus Karaman, 1974
- Adaugammarus Sidorov, Gontcharov & Sharina, 2015
- Metohia Absolon, 1927
- Typhlogammarus Schäferna de 1907
- Zenkevitchia Birstein, 1940